# バチ当たり修道院の最期
『バチ当たり修道院の最期』（バチあたりしゅうどういんのさいご、原題：Entre tinieblas, 英題：Dark Habits）は、1983年製作のスペインの映画。1999年の第8回東京国際レズビアン&ゲイ映画祭でも上映された。

## ストーリー
スペインのある修道院は、資金難で閉鎖寸前だった。そこの修道女たちは、なんとか修道院を維持しようと努力する。そこへ恋人をヘロイン中毒で死なせて警察に追われる身になった、ナイトクラブの歌手・ヨランダがやってきた。

## キャスト
- ヨランダ：クリスティーナ・サンチェス・パスクァル
- 尼長：フリエタ・セラーノ
- 墜落尼：カルメン・マウラ
- どふねずみ尼：チュス・ランブレアベ
- 肥溜尼：マリサ・パレデス
- メルセデス：セシリア・ロス

## 評価
ナンスプロイテーション映画の一種であると言われているが、作家性が強いため、他のエクスプロイテーションものに比べると非常に独特であるとも指摘されている。